# قانون بيتز
قانون بيتز هو قانون مشتق من قانون حفظ المادة خاص بتوربينات الرياح ويطبق على جميع الموائع النيوتونية، أكتشف عام 1919م على يد الفيزيائي الألماني ألبرت بيتز. ينص القانون على أن «لا يمكن لأي توربين رياح استخراج أكثر من 16/27(59.3%) من طاقة الرياح الحركية». تم تسمية المعامل 16/27 بمعامل بيتز، عملياً تصل أفضل توربينات الرياح إلى 75-80% من معامل بيتز.

## شرح القانون المبسط

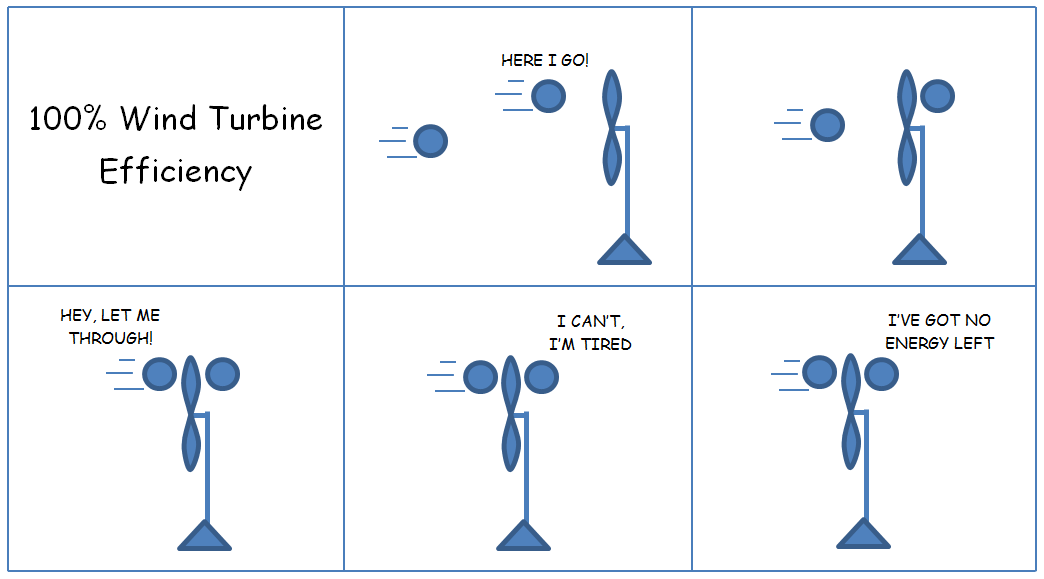
مثال يوضح لماذا لا تعمل توربينات الرياح بكفاءة 100%

يوضح قانون بيتز أنه لا يمكن أن تصل كفاءة أي توربين أعلى من 59.3%. نستطيع شرح القانون بافتراض أنه إذا استخرج توربين رياح كامل الطاقة الحركية للهواء القادم إليه فستصل سرعة الهواء إلى صفر خلف التوربين، بالتالي إذا سكنَ الهواء خلف التوربين لا يأتي تيار هواء جديد عبر التوربين فسيتوقف عن العمل؛ لإستمرارية عمل التوربين يجب أن تكون هناك سرعة رياح عبر وبعد التوربين لا يتجاوز استخراج الطاقة الحركية منها الحد الأقصى من معامل بيتز 59.3%.

## الإكتشافات الأخرى للحد الأقصى لكفاءة التوربين الهوائي
أكتشف العالم البريطاني فريديريك لانكستر نفس الحد الأقصى لبيتز عام 1915م، وأيضاً اكتشف رائد المدرسة الروسية لعلوم الآيرودينمكس نيكولاي جوكوفسكي ونشرَ نفس النتيجة عام 1920م. السبب الرئيسي لاكتشاف هذا الحد الأقصى وتسجيل لأكثر من عالم بأزمان مختلفة هو ظروف الحرب العالمية الأولى وعدم معرفة العلماء بالإنجازات العلمية في تلك الحقبة.